# Ołeksij Jeszczenko
Ołeksij Prokopowycz Jeszczenko, ukr. Олексій Прокопович Єщенко, ros. Алексей Прокофьевич Ещенко, Aleksiej Prokofjewicz Jeszczenko (ur. 19 czerwca 1949, Ukraińska SRR, zm. 4 stycznia 2010 w Łucku, Ukraina) – ukraiński piłkarz, grający na pozycji pomocnika, trener piłkarski.

## Kariera piłkarska
Karierę piłkarską rozpoczął w klubie Ełektryk Łuck. W 1970 został piłkarzem Torpeda Łuck. W 1979 zakończył karierę piłkarza.

## Kariera trenerska
Po zakończeniu kariery piłkarza rozpoczął pracę szkoleniowca. Od 1988 do 2000 pracował w sztabie szkoleniowym Wołyni Łuck. W kwietniu 1996 pełnił obowiązki głównego trenera klubu. Również prowadził wołyński klub od lipca do końca 1997 roku oraz od maja 1999 do końca 2000 roku.
4 stycznia 2010 zmarł w Łucku w wieku 60 lat.

## Sukcesy i odznaczenia

### Sukcesy piłkarskie
Torpedo Łuck
- wicemistrz obwodu wołyńskiego: 1975
- brązowy medalista obwodu wołyńskiego: 1971, 1974
- zdobywca Pucharu obwodu wołyńskiego: 1972
- laureat nagrody gazety "Radziecka Wołyń": 1972, 1973, 1978